# Plinia baileyi
Plinia baileyi là một loài thực vật có hoa trong Họ Đào kim nương. Loài này được R.O.Williams ex R.S.Marsh. miêu tả khoa học đầu tiên năm 1934.